# 环三硫酰亚胺三银
环三硫酰亚胺三银是一种无机化合物，化学式为(AgNSO2)3，它是环三硫酰胺的银盐，可由环三硫酰亚胺三铵和银盐的复分解反应制得。它的水合物在110 °C加热，可以得到无水物。它和碘甲烷或碘乙烷反应，可以得到相应甲基或乙基环胺衍生物。